# God's Favorite Idiot
God's Favorite Idiot est une série télévisée américaine de comédie apocalyptique en milieu de travail créée par et mettant en vedette Ben Falcone pour Netflix. La série se compose de seize épisodes et le premier lot de huit épisodes a été lancé le 15 juin 2022,.

## Histoire
Après avoir été frappé par la foudre d'un nuage angélique inhabituel, Clark a soudainement la capacité de briller. Ses collègues, y compris son amie Amily, croient que cela pourrait être lié d'une manière ou d'une autre à Dieu. Leurs craintes sont confirmées lorsqu'un ange dit à Clark qu'il doit être le messager de Dieu et qu'il doit empêcher l'Apocalypse de se produire.

## Distribution
- Ben Falcone (VF : Thierry Kazazian) : Clark Thompson [3],[4]
- Melissa McCarthy (VF : Véronique Alycia) :  Amily Luck [3],[4]
- Leslie Bibb (VF : Barbara Beretta) : Satan [5]
- Kevin Dunn (VF : Patrice Dozier) : Gene, le père de Clark [5]
- Yanic Truesdale (VF : Olivier Benard) : Chamuel [6]
- Usman Ally (VF : Franck Sportis) : Mohsin Raza [6]
- Ana Scotney (VF : Sylvie Jacob) : Wendy [6]
- Chris Sandiford (VF : Baptiste Marc) : Tom [6]
- Steve Mallory (VF : Guillaume Lebon) :  Frisbee  [6]
- Georgie Bolton (VF : Nahla Attali) :  Judy McGill
- Michael McDonald : Lucifer
- Magda Szubanski (VF : Colete Marie) : Dieu de la salle de bain

## Production

### Développement
En décembre 2020, Netflix commande une série de 16 épisodes à pour God's Favorite Idiot[Quoi ?]. Ben Falcone et Melissa McCarthy ont été mis en vedette et producteurs exécutifs via leur  société  On the Day Production. Michael McDonald dirige et produit après avoir travaillé avec Falcone et McCarthy sur Nobodies,. Steve Mallory les rejoint en tant que producteur exécutif en février 2021.

### Casting
Parallèlement à l'annonce de la série, Ben Falcone et Melissa McCarthy ont été choisis. En février 2021, Yanic Truesdale, Usman Ally, Ana Scotney, Chris Sandiford et Steve Mallory ont été choisis. Leslie Bibb et Kevin Dunn ont été choisis un mois plus tard.

### Tournage
Le tournage a commencé à Byron Bay et Ballina dans le nord de la Nouvelle-Galles du Sud en mars 2021,. Le tournage s'est terminé début juin 2021 après avoir tourné seulement huit épisodes. La série devait se terminer en novembre 2021,. L'autre lot de huit épisodes sera tourné à une date ultérieure,.

### Musique
En juin 2022, Fil Eisler s'est révélé être le compositeur de la série.

## Réception
Sur Rotten Tomatoes, la série a un taux d'approbation de 20% avec une note moyenne de 4,5/10, basée sur 10 avis critiques. Le consensus des critiques du site Web se lit comme suit: "Bien qu'il prétende avoir la faveur du Tout-Puissant, cette collaboration au grand écran entre Melissa McCarthy et Ben Falcone est trop stupide pour gagner les téléspectateurs de tous les jours." 
Daniel D'Addario de Variety l'a qualifié de "perte de temps précieux dans la carrière d'une interprète talentueuse, dont les fans la suivront partout et qui les récompense avec si peu de ce qu'elle peut faire".